# Блинкен, Меер
Меер Блинкен (идиш מאיר בלינקין‎, англ. Meir Blinken, первоначальная фамилия — Блинкин; 1879—1915) — американский еврейский писатель, уроженец Российской империи, автор нескольких десятков художественных и научных произведений на идише.

## Биография
Родился в 1879 году (по другим данным 16 ноября 1877 года) в Переяславе в семье мещанина Янкеля Блинкина и его жены Рыси. Там же учился в религиозной еврейской школе, затем получил коммерческое образование в Киеве. В январе 1898 года женился на Ханне-Махле Туровской.
В 1904 году в возрасте 25 лет эмигрировал в США, где зарабатывал на жизнь столярными работами и владел массажным бизнесом. В Америке начал писать и опубликовал около пятидесяти художественных и научных трудов.
Умер в 1915 году в возрасте 37 лет.

## Творчество
В 1908 году опубликовал поэму «Женщины» (идиш װײַבער‎), одну из самых ранних книг на идише, где явно говорится о женской сексуальности, и, возможно, первую книгу американского писателя на идише, которая касалась сексуальности. В 1980-х годах Ричард Элман прокомментировал эти темы в обзоре творчества Блинкена в The New York Times,. Он писал что среди еврейских авторов, писавших на идише художественную литературу для преимущественно женской аудитории, Блинкин «был одним из немногих, решивших с эмпатией показать точку зрения женщины в акте любви и в грехе».
Рут Вайс, специализирующаяся на литературе на идише, писала, что в своем поколении Блинкен был чрезвычайно популярен среди американцев, говоривших на идише, но после смерти его слава угасла.
Эмануэль Голдсмит относил Блинкена к поколению американских писателей, разработавших новую форму литературы на идише. Как Голдсмит, так и Элман подчеркивали, что главным наследием творчества Блинкена является яркое воссоздание атмосферы и характеров ранней еврейской диаспоры в Нью-Йорке.
Избранные произведения Блинкена были опубликованы в 1984 году издательством Университета штата Нью-Йорк и включены в другие сборники литературы на идише.

## Семья
Имел пятеро детей. Внуки Алан, взявший фамилию матери и Дональд служили послами США, соответственно, в Бельгии и Венгрии. Правнук Энтони Блинкен (сын Дональда) — государственный секретарь в кабинете Джо Байдена.